# Mogielnica (powiat siedlecki)
Mogielnica – wieś w Polsce położona w województwie mazowieckim, w powiecie siedleckim, w gminie Korczew. Ma status sołectwa. Leży nad Bugiem.
W latach 1975–1998 miejscowość należała administracyjnie do województwa siedleckiego.
Wieś w całości znajduje się w Nadbużańskim Parku Krajobrazowym 3 km od drogi krajowej nr 62, nieopodal wsi Starczewice.
W miejscowości znajduje się stadnina koni wraz z hipodromem (wcześniej również strusia ferma), pętla PKS Siedlce oraz domki letniskowe.
Wierni Kościoła rzymskokatolickiego należą do parafii św. Stanisława w Skrzeszewie.